# Проект MEarth
Проект MEarth — финансируемая Национальным научным Фондом США роботизированная обсерватория, является частью обсерватории имени Уиппла на горе Хопкинс в штате Аризона, США. Проект следит за яркостью тысяч красных карликов с целью поиска транзитных планет. Красные карлики — маленькие звёзды, и любой транзит планет блокирует большую часть света звезды, чем при транзите вокруг солнцеподобной звезды. Это позволяет обнаруживать меньшие планеты с помощью наземных наблюдений. MEarth состоит из восьми телескопов RC Optical Systems системы Ричи-Кретьена диаметром 40 см f/9 (на роботизированных монтировках Paramount ME) с фотокамерами Apogee U42 с ПЗС разрешением 2048 × 2048.

## Обнаруженные планеты
- GJ 1214 b
- GJ 1132 b